# 清水ゆみ
清水 ゆみ（しみず ゆみ、1982年2月3日 - ）は、日本の女優・ファッションモデル・歌手。本名・清水クリスティーヌ祐美。ELEVER に 所属。

## 来歴・人物
- 父親は日台ハーフで、母親は日米ハーフ。弟がいる。
- 趣味は散歩・裁縫・粘土細工・落書き・スキューバダイビング
- 特技は英語（ネイティブ）・中国語・ピアノ
- 雑誌エムシーシスターの専属モデルを務めていた。
- 2008年11月、山形国際ムービーフェスティバルにて、映画「サクラ、アンブレラ」（監督：古新舜）で最優秀俳優賞を受賞。

## 出演

### 映画
- 世界の終わりという名の雑貨店（2002年、松竹） - 夏目先生 役
- 夢なら醒めて……（2002年）
- ガキンチョ★ROCK（2004年） - 比呂美 役
- メタセコイヤの木の下で（2005年）
- 真夜中の弥次さん喜多さん（2005年） - ヒロイン・お幸 役
- ハチミツとクローバー（2006年） - TVレポーター"イケメンハンター" 役
- アザーライフ（2006年） - 美優 役
- saru phase three（2007年） - 椎名亜矢子 役
- 怪談（2007年） - おみつ 役
- サクゴエ（2007年） - 有紀子 役
- ブタがいた教室（2008年） - 音楽教師 役
- 魔法遣いに大切なこと（2008年） - 風音 役
- Ayumi's Wedding Ring（2011年） - Ayumi 役
- The Girl From Nagasaki（2013年） - The Geisha 役
- たゆたう（2017年） - 冬子 役
- 一夜二糸（2020年） - 怡君（イージュン） 役　※短編

### CM
- 花王 リーゼ ストレートフォーム（2001年）
- 日本コカ・コーラ 爽健美茶 「登場編」（2002年）
- サッポロビール飲料 （現：ポッカサッポロフード&ビバレッジ）玉露入りまる福茶（2003年）※井元由香と共演
- NTTドコモ ケータイ日記2003（2003年）
- 花王 リーゼアイロンコテ用ウォーター（2004年）
- AMOジャパン コンセプトワンステップ（2004年）
- 日本マクドナルド えび・チキ 順番篇（2005年）
- 日本マクドナルド『デミグラきのこバーガー・犬の散歩篇』（2005年）
- ポッカコーポレーション aromax（2006年）
- NTTドコモ ドコモショップ ひとり暮らしの娘と父篇（2007年）
- ハウスウェルネスフーズ C1000 ビタミンレモン（2007年）
- KDDI au LISMO 『海辺篇』（2007年）
- 東武鉄道 東武特急スペーシア『夏・家族篇』（2008年6月-）
- 花王 リセッシュ 『二人のハナちゃん篇』（2008年）
- 日本マクドナルド シナモンメルツ 『シナモン効果篇』（2008年）
- 第一生命保険 『父と娘の絆篇』（2009年）
- Microsoft "Microsoft, Maximum Family" （2011年、USA）
- Sprint "I Don't Want To Use Your Phone" （2012年、USA）
- BMW "Last Limit" （2013年、USA）
- MAZDA "Be A Driver" （2013年、USA）
- 日本マクドナルド 「ビッグブレックファスト」（2013年）
- KIRIN 「澄みきり」（2013年）
- ロート製薬 「肌研 極潤α」（2013年、2014年）
- Panasonic 「エコナビ食洗機」（2015年）
- アサヒ飲料 「三ツ矢サイダー」『母と子の安心編』『宣言編』（2017年）
- Amazon.co.jp「「買い物の数だけ、ストーリーがある。」『米粉』編』（2018年）

### 短編映画
- 「サクラ、アンブレラ」（2007年） ※ショートショートフィルムフェスティバル 2007入選、第4回山形国際ムービーフェスティバル準グランプリ & 最優秀俳優賞 W受賞
- 「8ミリメートル（全5話）」（2009年10月14日よりケータイ音楽ドラマDOR@MOにて毎週1話ずつ配信、スキマスイッチ2009年11月4日発売アルバム「ナユタとフカシギ」初回盤特典映像として本編全5話を収録）
- 「おべんとう」（2017年） ※ショートショートフィルムフェスティバル入選、第50回ヒューストン国際映画祭レミ賞受賞

### ラジオ
- Sunday Pocket（2016年12月 - 2018年4月、FMヨコハマ）毎週日曜日25:00〜25:30

### テレビドラマ
- 中国TVドラマ「恋恋不舎」（全22話）（2003年6月、南京電視台） - 主演・ヒロイン 役
- ジュヌフィーユの涙（全3話）（2003年、衛星劇場） - 主演
- 金曜エンタテイメント「おばさんデカ 桜乙女の事件帖12」（2003年12月、フジテレビ） - 紅美芳（ホン・メイファン）役
- 小さな運転士 最後の夢（2005年8月、日本テレビ） - 村木早苗 役
- ライオン丸G（2006年、テレビ東京） - ユリ 役
- ザ・コテージ（2006年、WOWOW） - 白石瑛子 役
- 失踪HOLIDAY（2007年、テレビ朝日） - ナオの実母 役
- わたしが子どもだったころ〜桂歌丸（2008年）7月、NHK総合テレビジョン）
- 藤子・F・不二雄のパラレル・スペース ぼくら共和国（2008年）12月、WOWOW）
- たった一度の約束〜時代に封印された日本人〜（2014年2月26日、テレビ東京） - 宋慶齢 役

### WEBドラマ
- 呪われた学校「教室〜ヒトガタノシミ〜」（2008年12月 - 、魔法のiらんど）
- とっても甘いの〜C'EST TRES DOUX〜（2009年9月）、BeeTV） - マリ 役
- Shire（Lorne Hiltser監督、2012年） - Min 役
- サクラ咲く（2016年3月、NOTTV） - 音楽教師 役

### バラエティ番組・その他
- 内村プロデュース（ふかわのデートをプロデュース） - ゲスト出演
- パリダカールラリー2004、2005（2004年、2005年、TBS） - 司会
- 土曜スタジオパーク（2003年10月25日、NHK総合テレビジョン） - ゲスト出演
- デジタルスタジアム（2003年7月5日、2004年7月2日、2007年8月2日、NHK BS1） - ゲスト出演
- ニャンちゅうといっしょ（2004年4月10日 - 2005年4月2日、NHK教育） - 6代目おねえさん
- サラリーマンNEO（2004年3月26日、NHK総合テレビジョン） - ゲスト出演
- 私的チャイナビ（2005年4月、TBS） - ゲスト出演
- 平積み大作戦（2005年11月9日 - 12日、NHK BS1） - ゲスト出演
- 第74回NHK全国学校音楽コンクール・小学生の部（2007年10月7日、NHK教育テレビ） - 司会
- THE TEAM WORK〜〜心臓疾患の医療最前線〜（2014年8月31日、BS朝日） - ナビゲーター
- 痛快TV スカッとジャパン（2015年2月2日、フジテレビ） - ゲスト出演
- ニャンちゅう!宇宙!放送チュー! ニャンちゅう!30周年スペシャル（2022年10月9日、NHK Eテレ） - ゲスト出演

### 教育・教養番組
- 中国語会話（2003 - 2004年、NHK教育） : 番組中の中国語名は「清水游美」（Qīngshuǐ Yóuměi）
- 英語でグッドライフ（2004年、NHK教育） - ゲスト出演
- しごとの基礎英語（2013年 - 2017年、NHK Eテレ） - ゆみ（ユミ） 役
- もっと伝わる! 即レス英会話（2020年、NHK Eテレ） - Asami（あさ） 役

### 雑誌
- エムシーシスター（専属）
- マガジンハウス（relax、POPEYE）
- 宝島社（SPRiNG、mini）
- 双葉社（JILLE）

### 出版
- 「シャッター&ラブー 10人の女性フォトグラファーたち」（2006年、流行通信）
- 永瀬沙世写真集 「青の時間 THROUGH THE LOOKING-GIRL」（2006年、プチグラパブリッシング）
- 永瀬沙世写真集 「PINK LEMONADE」（2013年、Libraryman）

### CD
- ユニバーサルミュージック「チェッチェッコリ」（2003年）
- Hotel “WITH THE STYLE” Volume 01（2004年）
- Hotel “WITH THE STYLE” Volume 02（2005年）
- スキージャンプ・ペア Road To TORINO2006 オリジナルサウンドトラック（2006年）
- 宮川弾アンサンブル pied-pipe（2006年）

### DVD
- NHK外国語会話 GO!GO!50 中国語会話 Vol.1
- NHK外国語会話 GO!GO!50 中国語会話 Vol.2

### 舞台
- 落ちる飛行機の中で（2005年）
- BOB（2005年） - 主演
- GAKUYA（2005年）
- SAKANA（2006年）
- 体感季節（2007年）
- ひなかの金魚（2008年） - 主演
- 春遠からず（2009年） - 主演
- ハナウタ日和（2009年） - 主演
- るるる♪（2013年） - 主演
- DAY IN A SUN 〜一日だけ日の目を見る日〜（2013年） - ヒロイン 役

### 音楽ライブ
- 「Sensation 'Girls run the world' vol.2」（2017年2月8日）
- 「Sensation 'Girls run the world' vol.3」（2017年5月17日）

### MV
- DEEP「ラスト・グッバイ」（2014年12月3日発売） - ヒロイン役